# Завьялово (Алтайский край)
Завья́лово — село в Алтайском крае, административный центр Завьяловского района.

## География
Площадь села - 626 га. Окружающий ландшафт совпадает с характерной для Завьяловского района равниной лесостепью с многочисленными болотами и озёрами, преобладающими в понижениях равнин.
Климат
Резко континентальный климат: сравнительно тёплые зимы и умеренно жаркое лето. Благоприятен для растительного мира, поэтому весна и лето каждый год луга возле Завьялово пестреют цветами и свежей зеленью. Растительный мир представлен в основном берёзами и осинами, а также многочисленными степными растениями.
Расстояние до
областного центра Барнаул 199 км.
столицы: Москва 2927 км.
Ближайшие населённые пункты
Журавли 11 км, Светлый 12 км, Чистоозерка 12 км, Краснодубровский 12 км,Гилевка 12 км, Гилев Лог 13 км, Малиновский 15 км, Тумановский 16 км, Дубровино 18 км, Харитоново 21 км, Добрая Воля 22 км, Глубокое 23 км.

## История
Село Завьялово является одним из старейших сёл района. Первые документальные сведения о нём относятся к 1782 году, когда крестьяне из Малышевской слободы деревни Тюменцовой - Ефтифей Завьялов с сыном Мокеем, Семён Носырев (из деревни Черемшанской), Фёдор Разгаилов и Макар Чупин подали прошение об основании поселения и сообщили, что «приискали мы новое место - того ж ведомства (Малышевской слободы) Кулундинские мысы, при озёрах по названию Кривых». Они просили разрешения «из нынешнего жительства выехать и на вновь приисканное и к крестьянскому житью угодное место поселиться». Деревня получила название по имени старшего из крестьян ― Завьялово (поселение).
В конце XIX - начале XX века деревня расширилась, число жителей прирастало переселенцами из Курской, Тамбовской губерний и других мест России.
В 1900 году была построена православная церковь, открыт приход, и деревне Завьяловой был присвоен статус села. Уже в конце 1904 года Завьяловское ― центр одноимённой волости Барнаульского уезда Томской губернии. По сведениям 1911 года, в селе был хлебозапасный магазин, четыре торговых лавки, два маслозавода.

## Население
| 1926  | 1939  | 1959  | 1970  | 1979  | 1989  | 1997  | 1998  | 1999  |
| ----- | ----- | ----- | ----- | ----- | ----- | ----- | ----- | ----- |
| 3308  | ↗4684 | ↗6156 | ↗6949 | ↘6887 | ↗7430 | ↗7689 | ↗7768 | ↘7761 |
| 2000  | 2001  | 2002  | 2003  | 2004  | 2005  | 2006  | 2007  | 2008  |
| ↘7735 | ↘7711 | ↘7478 | ↘7452 | ↗7494 | ↗7495 | ↗7520 | ↘7492 | ↗7504 |
| 2009  | 2010  | 2011  | 2012  | 2013  | 2021  |       |       |       |
| ↘7367 | ↘6928 | ↘6914 | ↘6844 | ↘6763 | ↘6258 |       |       |       |

## Инфраструктура
В начале 2000-х годов в селе довольно много жителей, две средние общеобразовательные школы, два детских сада, профессиональное училище, больница, поликлиника, санэпидемстанция, аптека, Дом культуры, две библиотеки, историко-краеведческий музей.
На территории Завьяловского сельсовета находился СПК «Колхоз Рассвет», промышленное агрохимическое объединение, маслосырзавод, хлебокомбинат, колбасный цех, мельница, дорожно-строительное управление.
Районный центр Завьялово развивается по генеральному плану, разработанному институтом «Алтайгипросельхозстрой» в 1978 году и откорректированному в 1989 году институтом «Алтайагропромпроект». Развитие села предусмотрено на вновь выделенной территории площадью 160 га бывшего лесопитомника. Исторически сложившаяся часть села развивается путём реконструкции и уплотнения существующей застройки. Центр села представляет собой компактную застройку зданиями социально-культурного назначения, административными зданиями, а также спортивными сооружениями. В селе находится грязелечебница.
Уличная сеть
В селе Завьялово 52 улицы.

## Транспорт
Связь с краевым центром — городом Барнаулом — осуществляется по железной дороге и автодороге краевого значения: Завьялово — Романово — Барнаул протяжённостью 250 км. В Завьялово нет железной дороги.

## Радио, телевидение, интернет
- 102,8 Радио России / ГТРК Алтай
- 103,8 Милицейская волна
- Есть цифровое телевидение и интернет.[15]

## Заказник Завьяловский
Автотрасса Завьялово-Овечкино ― одна из границ заказника «Завьяловский». Он является одной из старейших природоохранных территорий в природно-заповедной системе Алтайского края. Образован 8 июня 1963 г. решением крайисполкома № 361 на территории одноимённого района. Дополнительные решения приняты: № 476 от 21 сентября 1973 г. «О продлении срока действия заказника»; № 441 от 27 декабря 1978 г. «О расширении площади заказника»; № 198 от 09 июля 1984 г. «О продлении действия заказника» и постановление администрации Алтайского края № 692 от 07 октября 1999 г. «О бессрочном действии заказника». Новое положение о заказнике было утверждено постановлением администрации Алтайского края от 05 февраля 2008 г. № 51.
Первоначальный мотив организации особо охраняемой природной территории в южной части Кулундинского ленточного бора ― оптимизация численности водоплавающих птиц и ондатры.
За прошедшие годы в пределах заказника «Завьяловский» сформировался государственный природный комплекс с высоким уровнем биологического разнообразия. Биоразнообразие ландшафтов увеличивается за счёт системы болот и озёр. Охраняемая природная территория является основой для воспроизводства лося, косули, белки, барсука, лисицы, тетерева и охраны редких видов (орлана-белохвоста, большой белой цапли и др.) и их местообитаний. Общая площадь заказника составляет 15 000 га.

## Туризм
Район богат озёрами ― всего их 330, и каждое из них может похвастать уникальным составом воды, солёной или щелочной. Есть расположенные рядом три озера с разной по составу водой и лечебными грязями. Одно из них ― рядом с селом Завьялово. Запас минеральной сульфидной грязи в озере Горьком ― 300 тыс. куб. м.
Второе озеро - Солёное. На его живописном берегу вблизи села располагается грязелечебный туристический комплекс «Завьялово», база для отдыха и оздоровления «Сила озёр». На территории комплексов имеются комфортабельные коттеджи, летние альпийские домики, кемпинг и аквапарк,  игровая площадка для детей, контактный зоопарк с деревенской живностью, сеть магазинов и кафе. Постоянно открыты несколько русских бань.
Сюда приезжают не только для лечения, но и отдохнуть, и порыбачить.
В местных озёрах много рыбы: окунь, гольян, карась, карп,, щука, лещ. В реке Кулунде, протекающей неподалёку, водятся раки.